# Åhléns
Åhléns er den største svenske kæde af stormagasiner. I alt driver kæden 78 forretninger over det meste af Sverige; alene i Stockholm findes 16. Desuden driver kæden en række andre butikker, herunder 23 forretninger i Norge, der forhandler boligudstyr. Åhléns fokuserer på fire områder – mode, skønhed, boligudstyr og media.
Åhléns blev grundlagt i Insjön i Dalarna i 1899 som et postordrefirma med navnet Åhlén & Holm. I 1915 flyttedes hovedkvarteret til Stockholm i takt med at forretningen voksede. Efter at Johan Petter Åhlén var på studietur til USA i 1930'erne blev konceptet ændret til stormagasiner, og det første åbnede på Östermalmstorget i Stockholm i 1932. I 1960 nedlægges postordreafdelingen. Kædens flagskib, Åhléns City på Klarabergsgatan i Stockholm, blev åbnet i 1964. Det er stadig Sveriges største stormagasin. I dag er Åhléns et fuldt ejet datterselskab af Axel Johnson AB.